# 布圖爾利諾夫卡

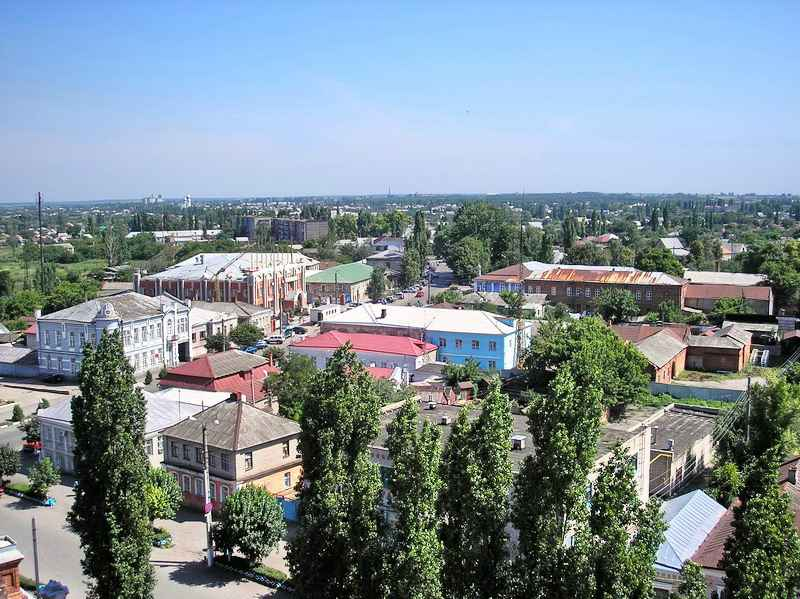

50°59′N 40°36′E / 50.983°N 40.600°E
布圖爾利諾夫卡（俄语：Бутурли́новка）是俄羅斯沃羅涅日州中部的一個城市，距沃羅涅日以東137公里。2002年人口28,627人。
布圖爾利諾夫卡於1740年建立，1917年設市。